# 中古贛語
中古贛語（Late Old Gan）是指贛語在魏晉南北朝這一時期的古語。這一時期的贛語得到大程度的漢化，主要得因於「五胡亂華」後成百萬中原人的大規模南遷。黃河流域的中原人大量自西向東，自北向南，沿長江中下游全面遷移。處於「吳頭楚尾」的江西，接受了大量並、司、豫諸州的流民。因此現在學術上就有「客、贛、通泰方言源於南朝通語說」之類的看法。
但此時的贛語依然保留著自己固有的特徵，和當時的「正音」──金陵話仍有區別。如《南史·胡諧之傳》記載：『胡諧之，豫章南昌人也。…上方欲獎以貴族盛姻，以諧之家人語傒音不正，乃遣宮內四五人往諧之家教子女語。二年後，帝問曰：「卿家人語音已正未？」諧之答曰：「宮人少，臣家人多，非唯不能得正音，遂使宮人頓成傒語。」』這裡的「傒語」，即當時南昌一帶的本地語言。